# 羅針盤 (バンド)
羅針盤（らしんばん）は元BOREDOMS、現在はROVO、PARAなどで活躍する山本精一が中心となって結成されたフォークロックバンド。1988年結成、2005年解散。
独特の空気の漂う音楽と歌詞が特徴。代表曲に『永遠のうた』、『アドレナリンドライブ』など。

## メンバー
- 山本精一（Vocal,Guitar）
- 吉田正幸（Keyboard）
- 西浦真奈（チャイナ）（Drums）2000年加入、2005年に急逝

## 元メンバー
- 伴野健（Drums）
- 須原敬三（Bass）
- 柴田篤（Bass）

## 概要
山本によるフォーク・ロックバンドとして活動を開始した想い出波止場であったが、メンバーの影響により次第に実験音楽へとシフトすることとなる。その後フォークミュージックの実践の場として1988年頃に羅針盤が結成、ライブやカセットテープでの作品発表など活動を本格化させる。
1997年に須原のギューンカセットよりリリースされた『らご』が話題となり、ワーナーミュージック・ジャパンよりメジャーデビュー。LABCRYや渚にてとともに関西発の「歌モノ」バンドとして認知されるようになる。レコーディング作品は感情の起伏を排したフラットな山本のボーカルによる静かで叙情的な楽曲が多いが、ライブでは時折ギターを破壊するなど激しい暴走を見せた。
2002年、メンバーを一新しリトルモアに移籍、『はじまり』をリリース。ドラムスにJesus Feverの西浦、ベースに少年ナイフのマネージャーであった柴田篤が加入し、サウンドは音響系のミニマル・ミュージックに接近した。
2005年11月、ロックバンドDMBQがアメリカツアーの移動中に対向車線をはみ出した車と衝突。メンバー全員が負傷し手当てを受けるが、唯一車外に放り出された西浦真奈が急逝。山本は「チャイナのいない羅針盤は考えられない」と解散を決める。そのため同年8月にリリースした『むすび』が実質的にラスト・アルバムとなった。
以降、山本による「歌モノ」活動は暫く沈静化していたが、2010年にソロ名義で『PLAYGROUND』を発表。須原敬三、千住宗臣（PARA、ウリチパン郡、DCPRG）と新たに結成した山本精一& THE PLAYGROUNDのライブでは羅針盤の楽曲である「会えないひと」や「カラーズ」が披露されることがある。

## ディスコグラフィー
WEAジャパン時代の音源はP-VINEより2009年7月15日にSHM-CDで一斉に再発される。

### アルバム
- らご（1997年11月25日、WEAジャパン）
  - 永遠のうた／クッキー／ハウリングサン-フィルグリムズ・プログレス-／フラット／かえりのうた／ライフワークス／いのち／生まれかわるところが
- せいか（1998年9月25日、WEAジャパン）
  - せいか／アコースティック／クールダウン／光の手／朝うたう夜のうた／ドライバー／カラーズ／終わりの鈴
- ソングライン（2000年6月21日、WEAジャパン）
  - がれきの空／サークル／リフレイン／しずかな場所／ますら／波／ひとりのくに／ソングライン／羅針盤
- はじまり（2002年10月23日、リトルモア）
  - 音／ねがい／fire song／無限のうた／ありか／はじまり／あしたの箱
- 福音（2003年10月22日、リトルモア）
  - あたらしいひと／いちばんめの歌／会えない人 (月)／アラベスク／ゴスペル／たからもの／不明のバラッド／小さなもの
- いるみ（2004年7月22日、リトルモア）
  - いるみ／くも／Seeds／星のね／足りないもの／Souls／ちから／チャーチ
- むすび（2005年8月15日、リトルモア）
  - millenium／砂場／タコ／水曜のうた／昼になれば／むすび／とびら

### ミニアルバム
- 会えない人（2003年9月18日、リトルモア）
  - 会えない人 (太陽)／さけび／ONLY LOVE CAN BREAK YOUR HEART／不明のバラッド

### シングル
いずれもWEAジャパンよりリリース。再発盤は2作品を1枚のCDにカップリングしたものとなる。
- 永遠のうた（1997年10月25日）
  - 永遠のうた／チャイム／永遠のうた(オリジナル・カラオケ)
- アドレナリンドライブ（1999年5月25日）
映画『アドレナリンドライブ』主題歌、後にアレンジされ「リフレイン」と改題。
  - アドレナリンドライヴ／真夏の出来事′99／アドレナリンドライヴ(another version)

### 参加作品
- 一期一会 Sweets for my SPITZ（2002年10月17日）
2.ロビンソン（スピッツのカバー）
- so far songs（2000年9月30日）
17.不在のうた（「山本精一 with RASHINBAN」名義）
- YOUNG PERSON'S GUIDE TO GYUUNE CASSETTE（2000年、イベント「ギューン夏祭り」特典CD-R）
こうもりの飛ぶ頃

### ライブ会場限定盤
カセットテープやCD-Rの自主制作作品、マスターも混ぜて販売されており量産はされていない。
- 羅針盤（1994年、ギューンカセット）
- 文化（1997年、ギューンカセット）
- PSYCHEDERIC SESSIONS FOR ALL INCREDIBLE HIPPIES（1999年）
- PSYCHEDERIC SESSIONS FOR ALL INCREDIBLE HIPPIES 2（1999年）
- RASHINBAN'S LIVE TIPS COLLECTION VOL.1 '97'～99（2000年）
- UMA　PSYCHEDERIX.IMPRO & MORE SONGS（2000年）
- UMA NAGOYA　PSYCHEDERIX.IMPRO & MORE SONGS（2000年）
- LIVE at shibuya 27th.sept.2000（2000年）
- 生きもの（2001年）
- rashinban（2002年）
- FROZEN FLOWERS（2002年）
- LANDSCAPES（2003年）
- 7days selection vol.1（2003年）
- Rashinban's psychedelic sessions '04（2004年）
- intercontinental（2005年）